# Dominic Cummings
Pour les articles homonymes, voir Cummings.
Dominic Mckenzie Cummings (né le 25 novembre 1971) est un stratège politique britannique.
De 2007 à 2014, il est conseiller spécial de Michael Gove, alors secrétaire à l'éducation. De 2015 à 2016, il est directeur de campagne du mouvement Vote Leave, une organisation opposée au maintien du Royaume-Uni dans l'Union européenne et participant à la campagne référendaire de 2016 sur cette question qui s'est soldée par la victoire de son camp. Il est conseiller spécial du gouvernement, nommé par le Premier ministre Boris Johnson, du 24 juillet 2019 au 13 novembre 2020.

## Jeunesse
Dominic Cummings est né à Durham, le 25 novembre 1971. Il est le fils d'un chef de projet de plate-forme pétrolière et d'une enseignante spécialisée. Après avoir fréquenté l'école primaire publique, il a étudié à l'école de Durham et au Collège d'Exeter de l'université d'Oxford, où il obtient son diplôme en 1994 avec une spécialisation en histoire ancienne et moderne.
Après l’université, il s’installe dans la Russie post-soviétique de 1994 à 1997, travaillant sur divers projets. Dans une entreprise russe, il travaille pour un groupe essayant de créer une compagnie aérienne reliant Samara, dans le sud de la Russie, à Vienne, en Autriche. Cependant, l'entreprise déplaît au KGB et arrête ses liaisons après un unique vol.

## Carrière politique

### 1999-2015
De 1999 à 2002, Cummings est directeur de la campagne du Non, faisant ainsi campagne contre l’adhésion du Royaume-Uni à l'euro,. Il devient ensuite directeur de la stratégie du chef du Parti conservateur, Iain Duncan Smith, pendant huit mois en 2002, dans le but de moderniser le Parti conservateur (dont il n'était cependant pas membre). Il part rapidement frustré par l'introduction de ce qu'il considère comme des demi-mesures, qualifiant Duncan Smith d'« incompétent ». Avec James Frayne, il fonde le groupe de réflexion New Frontiers Foundation, qui est lancé en décembre 2003 et fermé en mars 2005. En 2004, il est décrit comme un « personnage clé » lors de la campagne réussie contre une assemblée régionale du Nord-Est (en Angleterre), à la suite de quoi il s'installe dans la ferme de son père, dans le comté de Durham.
De 2007 à janvier 2014, Cummings travaille pour le politicien conservateur Michael Gove, d'abord dans l'opposition, puis après les élections générales de 2010 en tant que conseiller spécial (Spad) au ministère de l'Éducation. Il était le chef de cabinet de Gove une nomination bloquée par Andy Coulson jusqu'à sa propre démission. À ce titre, Cummings écrit un essai intitulé, Quelques réflexions sur l'éducation et les priorités politiques, qui prône la transformation du Royaume-Uni en une « technopole méritocratique ». Le journaliste du Guardian, Patrick Wintour, décrit l'essai comme « soit fou, soit mauvais, soit brillant - et probablement un peu des trois ».
Au DfE, Cummings devient connu pour son style direct et pour « ne pas aimer les imbéciles ». Il s'élève également contre le « blob », connu au Royaume Uni comme l'alliance informelle de hauts fonctionnaires et d'enseignants qui, de l'avis de Cummings, cherche à contrecarrer ses tentatives de réforme. Cummings s'exprime aussi ouvertement vis-à-vis d’autres politiciens de haut rang, décrivant les propositions de Nick Clegg sur des repas scolaires gratuits comme une utopie et David Davis comme un imbécile et paresseux. Patrick Wintour a décrit la relation de travail entre Cummings et Gove : « Gove, bien trop poli, feignait souvent de méconnaître les méthodes de son conseiller, mais il connaissait parfaitement les techniques obscures que Cummings déployait pour contrôler son maître ». En 2014, le Premier ministre David Cameron critique Cummings en tant que « psychopathe de carrière » bien que les deux ne se soient jamais rencontrés.
En 2014, Cummings quitte son poste de conseiller spécial et indique qu'il pourrait peut-être tenter d'ouvrir une école gratuite. Auparavant, il a travaillé pour l'association New Schools Network qui conseille les écoles gratuites, en tant que bénévole à partir de juin 2009, puis en tant qu'indépendant rémunéré de juillet à décembre 2010,.

### Campagne pour la sortie de l'Union européenne (2015-2019)
Cummings devient directeur de campagne pour le Vote Leave lors de la création de l'organisation en octobre 2015,. Il est à l’origine du slogan "Reprendre le contrôle" ("Take back control"). Il est également le stratège principal de la campagne ,. Sa stratégie de campagne était résumée comme suit: "Parlez de l'immigration" ; "Parlez des affaires" ; "Ne pas faire du référendum une fin en soi" ; "Continuez à mentionner la Charte des droits fondamentaux et la portée excessive de la Cour de justice de l'Union européenne".
En tant qu'architecte principal de la campagne "Vote Leave", Cummings a inventé le slogan très critiqué, car trompeur, selon lequel voter pour quitter l'UE permettrait d'augmenter les dépenses du National Health Service (NHS) de 350 millions de livres sterling par semaine,,, et ce malgré une lettre du chef de l'organisme britannique de surveillance des statistiques, Sir Andrew Dilnot, qui le décrit comme "potentiellement trompeur". En effet, le chiffre de 350 millions de livres avancé par le slogan, correspondant approximativement à la contribution brute du Royaume-Uni à l'UE, ne tenait pas compte du rabais déduit de la contribution britannique à l'Europe ni des recettes des secteurs public et privé. Compte tenu de ces éléments, le chiffre avancé ne s'élevait qu'à 150 millions de livres par semaine. Theresa May a mis au rebut cette promesse trompeuse, et par ailleurs totalement inapplicable, lorsqu'elle a repris Downing Street.
Un membre du conseil d’administration de Vote Leave, Bernard Jenkin, a tenté de destituer Cummings et de fusionner la campagne du Vote Leave avec celle de Leave EU. Matthew Elliott, PDG de Vote Leave, et Cummings ont quitté le conseil en février 2016 à la suite de rapports de conflits internes. Le référendum de juin 2016 a abouti à un vote de 51,9 % en faveur du départ de l'Union européenne. Aux côtés d'Elliott, Cummings a été salué comme l'un des cerveaux de la campagne. Il a été nommé comme l'une des personnes d'influence de " Debrett's 500 2016".
En mars 2019, le Comité restreint des privilèges des Communes a recommandé à la Chambre d'émettre un avertissement pour outrage au parlement, après que Cummings n'eut pas comparu devant le comité du numérique, de la culture, des médias et du sport sur les allégations de fausses nouvelles pendant la campagne référendaire. La résolution le réprimandant a été adoptée par résolution de la Chambre des communes le 2 avril 2019.

### Conseiller principal de Boris Johnson (2019-2020)
Le 24 juillet 2019, Cummings est nommé conseiller principal du Premier ministre Boris Johnson.
Lors de sa nomination, The Guardian souligne que lors d'une conférence en 2017, Cummings avait déclaré : "Les gens pensent, et d'ailleurs, je pense que la plupart des gens ont raison : 'Le parti conservateur est dirigé par des personnes qui ne se soucient guère des personnes comme moi ' ; et que 'les députés conservateurs ne se soucient généralement pas de ces personnes plus pauvres. Ils ne se soucient pas du NHS. Et le public a en quelque sorte adhéré à cela' ".
Le Daily Telegraph a relaté la rivalité passée entre Cummings et Nigel Farage lors de la campagne référendaire de 2016, citant Farage dans les termes suivants : "Il ne m'a jamais aimé. Il ne supporte pas l'ERG (European Research Group). Je ne le vois pas nous rejoindre. Il a une énorme inimitié personnelle avec les vrais croyants du Brexit".
Cummings a été accusé d'hypocrisie quand, peu de temps après sa nomination, il a été révélé qu'une ferme qu'il possédait avait reçu 250 000 € (235 000 £) de subventions agricoles de l'UE. Cummings avait précédemment décrit ces subventions comme "absurdes", se plaignant que certaines d'entre elles avaient été distribuées à "de très riches propriétaires terriens pour qu'ils fassent des choses stupides".
Le 31 août 2019, The Guardian a annoncé que Cummings avait limogé l'une des assistantes du chancelier de l'Échiquier Sajid Javid, Sonia Khan, sans la permission de ce dernier et sans l'avertir. "Après l'avoir convoquée au N°10 jeudi soir pour l'interroger, Cummings lui a pris ses deux téléphones, l'un utilisé pour des appels privés et l'autre pour le travail, et l'a licenciée après avoir vu qu'elle avait parlé à un ancien assistant de Philip Hammond la semaine précédente. Cummings est ensuite allé à l'extérieur du n°10 et a demandé à un policier armé d'entrer dans le bâtiment et d'escorter Khan hors des lieux".
Des journaux britanniques, révèlent le 23 mai 2020 que Dominic Cumming n'a pas respecté à plusieurs reprises les règles de confinement imposées aux Britanniques pendant la crise du Covid-19. Après avoir obtenu le soutien du Premier ministre, le conseiller spécial du gouvernement finit par reconnaître la véracité des informations et affirme ne rien regretter tout en omettant de présenter ses excuses. Son refus de reconnaître une quelconque faute a néanmoins entraîné la démission de Douglas Ross, secrétaire d'État pour l'Écosse.
Le 13 novembre 2020, peu avant la fin des négociations concernant un accord commercial avec l'Union européenne dans le cadre du Brexit, Dominic Cummings quitte ses fonctions de conseiller spécial du Premier ministre britannique. Son départ, initialement prévu à la mi-décembre, résulte d'une lutte d'influences au sein du gouvernement.
Il entre en conflit avec Boris Johnson à la suite de son éviction, l'accusant de plusieurs irrégularités et mettant en doute son intégrité.

## Opinions politiques
En janvier 2016, Cummings a déclaré : « Les extrémistes sont à la hausse en Europe et sont malheureusement alimentés par le projet de l'euro et par la centralisation du pouvoir à Bruxelles. Il est de plus en plus important que la Grande-Bretagne offre un exemple d'autonomie autonome civilisée, démocratique et libérale ».
Lors de l'événement Nudgestock en 2017, Cummings a déclaré : « Pour moi ... le pire scénario pour l'Europe est un retour au protectionnisme et à l'extrémisme comme dans les années 1930. Et pour moi, le projet de l'UE, le projet de la zone euro, contribue à la croissance de l'extrémisme. La raison la plus importante, en fait, pour laquelle je voulais sortir de l’UE, c’est que je pense que cela va vider de nombreux débats politiques... l'UKIP et Nigel Farage seraient finis. Une fois que la politique d'immigration sera sous contrôle démocratique, l'immigration redeviendra un problème de second ou de troisième ordre ».
Cummings a prétendu n'avoir jamais été membre d'aucun parti politique.

## Vie privée
En décembre 2011, Cummings a épousé Mary Wakefield, qui est devenue la rédactrice en chef adjointe de The Spectator. Elle est la fille de Sir Humphry Wakefield, du château de Chillingham, dans le Northumberland. En 2016, Mary a donné naissance à un garçon.
Il serait un admirateur d'Otto von Bismarck, de Richard Feynman, de Sun Tzu et du pilote de chasse américain et stratège militaire John Boyd. Le journaliste Owen Bennett a affirmé que Cummings « est un russophile, russophone et s'intéresse passionnément à Dostoïevski » tandis que Patrick Wintour dans The Guardian a rapporté que « Anna Karénine, les mathématiques et Bismarck sont ses trois obsessions ».

## Dans la culture populaire
Cummings a été surnommé « The Mekon », du nom du principal méchant de la bande dessinée britannique Dan Dare des années 1950 et 1960.
Cummings a été interprété par Benedict Cumberbatch dans le drame de Channel 4 de 2019, Brexit: The Uncivil War puis par Simon Paisley Day dans la série britannique This England, diffusée en 2022.
Dans le spectacle de marionnettes télévisées Spitting Image, Dominic Cummings apparaît comme un extraterrestre en provenance de la planète Epsilon 5.

## Sociétés enregistrées
Cummings est inscrit en tant qu'administrateur de la société non commerciale Klute Ltd, qui était auparavant propriétaire de la discothèque Klute à Durham et de Dynamic Maps Ltd, une société de conseil en technologies de l'information. Il dirige une autre société appelée North Wood qui « tente de résoudre des problèmes » liés à la gestion, à la politique et aux communications.